# Jean Rhys
Jean Rhys (Roseau, 24 de agosto de 1890-Exeter, 14 de mayo de 1979), cuyo verdadero nombre era Ella Gwendolen Rees Williams, fue una novelista anglo-caribeña de la primera mitad del siglo XX. Sus primeras novelas fueron publicadas durante las décadas de los años 1920 y 1930, hasta la publicación de su novela Ancho mar de los Sargazos (Wide Sargasso Sea) en 1966, no fue considerada una figura literaria de relevancia. Esta precuela de la novela Jane Eyre de Charlotte Brontë ganó en 1967 el prestigioso premio literario otorgado por WH Smith, el WH Smith Literary Award.

## Biografía
Ryhs nació en Roseau, cuando Dominica aún era colonia británica, hija de padre galés y madre criolla pero de raíces escocesas. A los dieciséis años se trasladó a Inglaterra donde trabajó en Londres como corista sin demasiado éxito, hasta tal punto que llegó a ingresar en la prisión de Holloway. 
En los años 1920 viajó al continente europeo, donde trabajó como artista bohemia, periodo en el que residió temporalmente en París. Durante esta época de su vida, Rhys vivió casi en la pobreza. Sin embargo fue durante este periodo cuando se familiarizó con el arte modernista y la literatura, y cuando se convirtió en alcohólica, problema que mantuvo durante toda su vida. Sus experiencias en la sociedad patriarcal y los sentimientos de sentirse desplazada influyeron y formaron parte de algunos de sus trabajos, así como su difícil niñez, en la que no acabó de ser aceptada ni por la sociedad criolla ni por la europea de su isla natal. 
La mayoría de las obras de Rhys tratan sobre mujeres que se ven desplazadas de sus ambientes naturales y dejadas al capricho de sociedades con pobres valores familiares, en una muestra de su propia experiencia. Su estilo se caracteriza frecuentemente por su mezcla de técnicas modernistas y de sensibilidades propias de la sociedad caribeña de la que provenía. 
Su obra fue publicada y promocionada entre otros por Ford Madox Ford. Diana Athill, de la editorial André Deutsch, ayudó a Ryhs a volver a llegar a un amplio público tras la pérdida del favor del público que sufrió. Athill fue la responsable de la publicación de Ancho mar de los Sargazos, obra adaptada a la televisión por la BBC.
Durante el último periodo de su vida, vivió en Londres junto a un amigo intérprete de jazz británico, George Melly. Escribió una sarcástica canción de amor para él junto a John Chilton, titulada Life with you. Sus escritos y efectos personales se encuentran en la Biblioteca Mac Farlin de la Universidad de Tulsa, en el departamento de Colecciones especiales y archivos de la Universidad.